# Арсланова, Олеся Олеговна
Олеся Олеговна Арсланова (до 2005 — Ничипоренко) (род. 13 декабря 1981, Усть-Каменогорск, Казахская ССР) — казахская волейболистка, центральная блокирующая. Мастер спорта Республики Казахстан международного класса.

## Биография

### Карьера
Олеся училась в училище олимпийского резерва г. Алматы. Карьеру начала в 1996 году в самарском клубе «Искра», затем в 2002 году перешла в клуб «Жетысу». В 2009—2010 годах выступала за женскую сборную Казахстана. В составе сборной Олеся стала бронзовым призёром Азиатских игр 2010. Участница чемпионата мира по волейболу среди женщин 2010 года в Японии.

### Семья
В 2005 году вышла замуж за Ивана Арсланова. У супругов трое детей — Яна, Нил и Юта.

## Достижения
- Бронзовый призёр Азиатских игр 2010 года
- Обладатель Кубка России 2000
- Трёхкратная чемпионка Казахстана (2009, 2010, 2011)
  - Четырёхкратный серебряный призёр чемпионата Казахстана (2005, 2006, 2007, 2008)
- Серебряный призёр клубного чемпионата Азии 2010 года
- Шестикратный обладатель Кубка Казахстана (2006, 2007, 2008, 2009, 2010, 2011)